# Amitus macgowni
Amitus macgowni är en stekelart som beskrevs av Evans och Castillo 1998. Amitus macgowni ingår i släktet Amitus och familjen gallmyggesteklar. Inga underarter finns listade i Catalogue of Life.